# Les Meilleurs Amis du monde
Pour plus de détails, voir Fiche technique et Distribution.
Les Meilleurs Amis du monde est un film français de Julien Rambaldi, sorti le 9 juin 2010. 
Tournée à Nîmes et à Montpellier au cours de l'année 2009, cette comédie est une adaptation d'une pièce de café-théâtre à succès de Carole Greep J'aime beaucoup ce que vous faites, jouée au Café de la Gare pendant de nombreuses années, et toujours à l'affiche en 2016.

## Synopsis
Deux couples d'amis se réunissent pour un weekend mais pendant le trajet, à la suite d'une mauvaise manipulation téléphonique, l'un des couples entend tout ce que l'autre pense réellement d'eux. Le weekend tourne alors à la vengeance systématique, mais pas toujours avec le résultat escompté.

## Fiche technique
- Titre  original : Les Meilleurs Amis du monde
- Réalisateur : Julien Rambaldi
- Scénario : Julien Rambaldi et Guy Laurent
- Dialogues : Guy Laurent
- Directeur de la photographie : David Quesemand
- Montage :  Stéphane Pereira
- Musique :  Emmanuel Rambaldi
- Son : William Flageollet
- Décors :   Laurent Tesseyre
- Costumes : Fabienne Katany
- Casting : Nathalie Cheron
- Cascades : Daniel Vérité
- Producteurs : Fabrice Goldstein et Antoine Rein
- Société de production : Karé Productions
- Distribution :  Gaumont Distribution
- Pays d'origine :  France
- Langue : français
- Format : couleur — 35 mm — 2,35:1
- Son :
- Genre : comédie
- Durée : 94 minutes (1 h 34)
- Dates de sortie : 
  -  France : 9 juin 2010
- Budget : 5,18M€
- Box-office France : 542 163 entrées

## Distribution
- Marc Lavoine : Max
- Pierre-François Martin-Laval : Jean-Claude
- Pascale Arbillot : Lucie
- Léa Drucker : Mathilde
- Maxime Godart : Bruce
- Vincent Claude : César
- Guillaume de Tonquédec : Edouard Teston
- Yvon Back : Roger Teston
- Florence Muller : Suzanne, la femme de Roger
- Charlie Dupont : le collègue de Jean-Claude
- Stéphan Wojtowicz : le patron de Jean-Claude
- Christelle Cornil : la collègue de Mathilde
- Philippe Rebbot : l'homme de la voiture
- Michel Siksik : le médecin
- Gérard Mascot : un chasseur
- Christian Prat : un chasseur
- Dominique Terrieu : un chasseur
- Laurent Mouillet : un chasseur
- Laurent Dallias : le patient clavicule
- Arnaud de Blic : le livreur pizzas
- Geneviève Maurizi : l'employée péage
- Kévin Pinenq : le caissier essence
- Julie Bataille : la voix des toilettes